# 蒂爾島
蒂爾島是南極洲的島嶼，是阿梅里冰架的東部，處於詹寧斯岬東北面1.9公里，該島嶼在1952年根據美國海軍的空中照片被繪入地圖，以美國海軍的機務人員命名。
70°8′S 72°39′E / 70.133°S 72.650°E